# Николајевск
Николајевск (рус. Николаевск) град је у Русији у Волгоградској области.

## Становништво
| 1939.  | 1959.  | 1970.  | 1979.  | 1989.  | 2002.  | 2010.  |
| ------ | ------ | ------ | ------ | ------ | ------ | ------ |
| 12,452 | 11.010 | 11.555 | 14.836 | 16.469 | 16.125 | 15.075 |